# Jill Johnson
Jill Anna Maria Johnson conocida como Jill Johnson (Ängelholm, 24 de mayo de 1973) es una cantante y compositora sueca.

## Biografía
Ya a la edad de cuatro años decidió que quería dedicarse al mundo de la música, algo a lo que le animó el director de su coral. A los 12 años, comienza a colaborar como vocalista de la banda C & W, realizando giras por Noruega y Dinamarca. Es este último país, donde consigue su primer contrato discográfico con la compañía EMI-Medley y graba su primer trabajo producido por Paul Bruun. Este álbum, "Sugar Tree", se convierte rápidamente en un éxito en Dinamarca.
Más tarde, en 1996 tendría su gran oportunidad en su país natal, al grabar junto a Jan Johansen el tema "Kommer Tid, Kommer Vår" ("Viene El Tiempo, Viene la Primavera"). Dos años después, ganaría el Melodifestivalen 1998 con el tema "Kärleken Är" ("El Amor Existe") y pasaría a representar a Suecia en la edición del festival de Eurovisión celebrada en Birmingham. En dicho concurso, obtuvo la décima posición. Poco después, publicaría su álbum "När Hela Världen Ser På" ("Cuando Todo El Mundo Mira") y realizaría una gira nacional. 
En el verano de 1999, se marchó a Los Ángeles en busca de material para su segundo trabajo discográfico. Ya de vuelta en su estudio, trabajó junto a Andreas Carlsson para publicar finalmente en el año 2000 "Daughter of Eve".Ese mismo año recibió un disco de platino en Dinamarca por la banda sonora de la película "Eneste Ene" ("El Único").
Ya en 2001 publicaría su álbum "Good Girl", realizado en Nashville, Tennessee, recibiendo buenas críticas por parte de los expertos, aunque no un gran éxito comercial.
Con el tema "Crazy In Love" volvería a participar en el Melodifestivalen. En esta ocasión, en su edición de 2003. Consiguió clasificarse para la gran final, obteniendo la cuarta posición y un gran éxito de ventas (permaneció durante 12 semanas consecutivas en el número uno de los sencillos más vendidos).
Sus grandes éxitos fueron recopilados bajo el título de "Discography" en marzo del mismo año. Obtuvo el disco de oro y un premio equivalente a los Grammy estadounidenses. A dicho trabajo, le siguió su nuevo trabajo, "Roots And Wings", siendo también un rotundo éxito (convirtiéndose en disco de platino en apenas unos meses).
En 2005, además de ser presentadora en la final del Melodifestivalen, publicó su álbum, "Being Who You Are", por el cual ya ha obtenido un disco de oro.
A principios de 2019, lanzó su nuevo  sencillo “Is It Hard Being A Man?” y el siguiente EP “My Remedy” fue lanzado el 8 de marzo. Johnson comenzó el 2020 con su colega y compositora Liz Rose de Nashville, y el dúo se embarcó juntos en una gira prolongada por Suecia. Una nueva temporada de Jills Veranda también se transmitió en SVT1 con invitados como Miriam Bryant y Mauro Scocco. Jill lanzó el sencillo Miles of Blue, un dueto con ella y Robin Stjernberg y Jill actuó en numerosos programas de televisión. Octubre de 2021 Jill Johnson recibió la medalla histórica "Litteris Artibus", por contribuciones artísticas destacadas en la vida musical sueca. El premio fue otorgado por la familia real sueca.

## Discografía
- 1996 - Sugartree
- 1998 - När hela världen ser på
- 2000 - Daughter of Eve
- 2002 - Good Girl
- 2003 - Discography 1996-2003
- 2004 - Roots and Wings
- 2005 - Being who you are
- 2005 - The Christmas In You
- 2007 - Music Row
- 2008 - Baby Blue Paper
- 2009 - Music Row II
- 2010 - The Well-Known And Some Other Favourite Stories
- 2010 - Baby Blue Paper Live
- 2011 - Flirting With Disaster
- 2011 - Välkommen jul
- 2012 - A Woman Can Change Her Mind
- 2013 - Duetterna
- 2014 - Livemusiken från Jills veranda
- 2015 - Jill Johnson & Doug Seegers - In Tandem
- 2016 - For You I'll Wait
- 2017 - Christmas Island[5]